# O Gran Camiño 2025
La 4.ª edición de la competición ciclista O Gran Camiño fue una carrera de ciclismo en ruta por etapas que se celebró entre el 26 de febrero y el 2 de marzo de 2025 en España con inicio en la ciudad portuguesa de Maia y final en la ciudad de Santiago de Compostela, sobre una distancia total de 635,37 km.
La carrera formó parte del UCI Europe Tour 2025, calendario ciclístico de los Circuitos Continentales UCI, dentro de la categoría 2.1. El vencedor fue el canadiense Derek Gee del Israel-Premier Tech, quien estuvo acompañado en el podio por el italiano Davide Piganzoli del Polti VisitMalta y el danés Magnus Cort del Uno-X Mobility, segundo y tercer clasificado respectivamente.

## Equipos participantes
Tomaron parte en la carrera 18 equipos: 3 de categoría UCI WorldTeam invitados por la organización, 8 de categoría UCI ProTeam y 7 de categoría Continental. Formaron así un pelotón de 126 ciclistas de los que acabaron 106. Los equipos participantes fueron:
| WorldTeams (3)- Groupama-FDJ - Movistar Team - Soudal Quick-Step ProTeams (8)- Burgos-Burpellet-BH - Caja Rural-Seguros RGA - Euskaltel-Euskadi - Equipo Kern Pharma - Israel-Premier Tech - Team Polti VisitMalta - Uno-X Mobility - VF Group-Bardiani CSF-Faizanè Equipos continentales (6)- Anicolor/Tien 21 - AP Hotels & Resorts-Tavira-SC Farense - Efapel Cycling - Illes Balears Arabay - Rádio Popular-Paredes-Boavista - Tavfer-Ovos Matinados-Mortágua |
| |

## Recorrido
El O Gran Camiño dispuso de cinco etapas dividido en dos etapas de media montaña, una de montaña, una llana y una contrarreloj individual para un recorrido total de 635,37 kilómetros.
| Etapa     | Fecha     | Recorrido                         | type                    | Distancia (km) | Desnivel (m) | Ganador               | Líder       |
| --------- | --------- | --------------------------------- | ----------------------- | -------------- | ------------ | --------------------- | ----------- |
| 1.ª etapa | 26 de feb | Maia – Matosinhos                 | etapa escarpada         | 189,7          | 1823 m       | Magnus Cort           | Magnus Cort |
| 2.ª etapa | 27 de feb | Marín – La Estrada                | etapa de media montaña  | 133,1          | 2376 m       | Magnus Cort           | Magnus Cort |
| 3.ª etapa | 28 de feb | Orense – Pereiro de Aguiar        | contrarreloj individual | 15,6           | 397 m        | Derek Gee             | Derek Gee   |
| 4.ª etapa | 1 de mar  | Puebla del Brollón – O Cebreiro   | etapa de montaña        | 137,1          | 2797 m       | Sergio Geovani Chumil | Derek Gee   |
| 5.ª etapa | 2 de mar  | Betanzos – Santiago de Compostela | etapa de media montaña  | 159,87         | 2473 m       | Magnus Cort           | Derek Gee   |

## Desarrollo de la carrera

### 1.ª etapa
| Maia - Matosinhos | etapa escarpada | (189,7 km) |

| \| Clasificación de la etapa \| Clasificación de la etapa \| Clasificación de la etapa \| Clasificación de la etapa \| Clasificación de la etapa \| \| Ciclista \| Ciclista \| Equipo \| Tiempo \| \| \| ------------------------- \| ------------------------- \| ----------------------------- \| ------------------------- \| ------------------------- \| \| 1.º \| Magnus Cort \| Uno-X Mobility \| 4 h 18 min 49 s \| \| \| 2.º \| Santiago Mesa \| Efapel Cycling \| + 0 s \| \| \| 3.º \| Giovanni Lonardi \| Team Polti VisitMalta \| + 0 s \| \| \| 4.º \| Daniel Cavia \| Burgos-Burpellet-BH \| + 0 s \| \| \| 5.º \| Jordi Warlop \| Soudal Quick-Step \| + 0 s \| \| \| 6.º \| Francisco Peñuela \| Caja Rural-Seguros RGA \| + 0 s \| \| \| 7.º \| Cesar Macias \| Petrolike \| + 0 s \| \| \| 8.º \| Carlos Canal \| Movistar Team \| + 0 s \| \| \| 9.º \| Jose Juan Prieto \| Petrolike \| + 0 s \| \| \| 10.º \| Filippo Magli \| VF Group-Bardiani CSF-Faizanè \| + 0 s \| \| |                   |                               |                 |
| |                   |                               |                 |
| |                   |                               |                 |
| Clasificación de la etapa |                   |                               |                 |
| Ciclista | Ciclista          | Equipo                        | Tiempo          |
| 1.º | Magnus Cort       | Uno-X Mobility                | 4 h 18 min 49 s |
| 2.º | Santiago Mesa     | Efapel Cycling                | + 0 s           |
| 3.º | Giovanni Lonardi  | Team Polti VisitMalta         | + 0 s           |
| 4.º | Daniel Cavia      | Burgos-Burpellet-BH           | + 0 s           |
| 5.º | Jordi Warlop      | Soudal Quick-Step             | + 0 s           |
| 6.º | Francisco Peñuela | Caja Rural-Seguros RGA        | + 0 s           |
| 7.º | Cesar Macias      | Petrolike                     | + 0 s           |
| 8.º | Carlos Canal      | Movistar Team                 | + 0 s           |
| 9.º | Jose Juan Prieto  | Petrolike                     | + 0 s           |
| 10.º | Filippo Magli     | VF Group-Bardiani CSF-Faizanè | + 0 s           |

| \| Clasificación general \| Clasificación general \| Clasificación general \| Clasificación general \| Clasificación general \| \| Ciclista \| Ciclista \| Equipo \| Tiempo \| \| \| --------------------- \| --------------------- \| ----------------------------- \| --------------------- \| --------------------- \| \| 1.º \| Magnus Cort \| Uno-X Mobility \| 4 h 18 min 39 s \| \| \| 2.º \| Santiago Mesa \| Efapel Cycling \| + 4 s \| \| \| 3.º \| Ander Okamika \| Burgos-Burpellet-BH \| + 5 s \| \| \| 4.º \| Giovanni Lonardi \| Team Polti VisitMalta \| + 6 s \| \| \| 5.º \| Filippo Turconi \| VF Group-Bardiani CSF-Faizanè \| + 7 s \| \| \| 6.º \| Daniel Cavia \| Burgos-Burpellet-BH \| + 10 s \| \| \| 7.º \| Jordi Warlop \| Soudal Quick-Step \| + 10 s \| \| \| 8.º \| Francisco Peñuela \| Caja Rural-Seguros RGA \| + 10 s \| \| \| 9.º \| Cesar Macias \| Petrolike \| + 10 s \| \| \| 10.º \| Carlos Canal \| Movistar Team \| + 10 s \| \| |                   |                               |                 |
| |                   |                               |                 |
| |                   |                               |                 |
| Clasificación general |                   |                               |                 |
| Ciclista | Ciclista          | Equipo                        | Tiempo          |
| 1.º | Magnus Cort       | Uno-X Mobility                | 4 h 18 min 39 s |
| 2.º | Santiago Mesa     | Efapel Cycling                | + 4 s           |
| 3.º | Ander Okamika     | Burgos-Burpellet-BH           | + 5 s           |
| 4.º | Giovanni Lonardi  | Team Polti VisitMalta         | + 6 s           |
| 5.º | Filippo Turconi   | VF Group-Bardiani CSF-Faizanè | + 7 s           |
| 6.º | Daniel Cavia      | Burgos-Burpellet-BH           | + 10 s          |
| 7.º | Jordi Warlop      | Soudal Quick-Step             | + 10 s          |
| 8.º | Francisco Peñuela | Caja Rural-Seguros RGA        | + 10 s          |
| 9.º | Cesar Macias      | Petrolike                     | + 10 s          |
| 10.º | Carlos Canal      | Movistar Team                 | + 10 s          |

### 2.ª etapa
| Marín - La Estrada | etapa de media montaña | (133,1 km) |

| \| Clasificación de la etapa \| Clasificación de la etapa \| Clasificación de la etapa \| Clasificación de la etapa \| Clasificación de la etapa \| \| Ciclista \| Ciclista \| Equipo \| Tiempo \| \| \| ------------------------- \| ------------------------- \| ----------------------------- \| ------------------------- \| ------------------------- \| \| 1.º \| Magnus Cort \| Uno-X Mobility \| 3 h 13 min 05 s \| \| \| 2.º \| Martin Marcellusi \| VF Group-Bardiani CSF-Faizanè \| + 0 s \| \| \| 3.º \| Carlos Canal \| Movistar Team \| + 0 s \| \| \| 4.º \| Thomas Pesenti \| Soudal Quick-Step \| + 0 s \| \| \| 5.º \| Iván Cobo \| Equipo Kern Pharma \| + 0 s \| \| \| 6.º \| Eric Fagúndez \| Burgos-Burpellet-BH \| + 0 s \| \| \| 7.º \| Rémy Rochas \| Groupama-FDJ \| + 0 s \| \| \| 8.º \| Davide Piganzoli \| Team Polti VisitMalta \| + 0 s \| \| \| 9.º \| Sergio Geovani Chumil \| Burgos-Burpellet-BH \| + 0 s \| \| \| 10.º \| Derek Gee \| Israel-Premier Tech \| + 0 s \| \| |                       |                               |                 |
| |                       |                               |                 |
| |                       |                               |                 |
| Clasificación de la etapa |                       |                               |                 |
| Ciclista | Ciclista              | Equipo                        | Tiempo          |
| 1.º | Magnus Cort           | Uno-X Mobility                | 3 h 13 min 05 s |
| 2.º | Martin Marcellusi     | VF Group-Bardiani CSF-Faizanè | + 0 s           |
| 3.º | Carlos Canal          | Movistar Team                 | + 0 s           |
| 4.º | Thomas Pesenti        | Soudal Quick-Step             | + 0 s           |
| 5.º | Iván Cobo             | Equipo Kern Pharma            | + 0 s           |
| 6.º | Eric Fagúndez         | Burgos-Burpellet-BH           | + 0 s           |
| 7.º | Rémy Rochas           | Groupama-FDJ                  | + 0 s           |
| 8.º | Davide Piganzoli      | Team Polti VisitMalta         | + 0 s           |
| 9.º | Sergio Geovani Chumil | Burgos-Burpellet-BH           | + 0 s           |
| 10.º | Derek Gee             | Israel-Premier Tech           | + 0 s           |

| \| Clasificación general \| Clasificación general \| Clasificación general \| Clasificación general \| Clasificación general \| \| Ciclista \| Ciclista \| Equipo \| Tiempo \| \| \| --------------------- \| --------------------- \| ----------------------------- \| --------------------- \| --------------------- \| \| 1.º \| Magnus Cort \| Uno-X Mobility \| 7 h 31 min 34 s \| \| \| 2.º \| Martin Marcellusi \| VF Group-Bardiani CSF-Faizanè \| + 14 s \| \| \| 3.º \| Carlos Canal \| Movistar Team \| + 16 s \| \| \| 4.º \| Thomas Pesenti \| Soudal Quick-Step \| + 20 s \| \| \| 5.º \| Eric Fagúndez \| Burgos-Burpellet-BH \| + 20 s \| \| \| 6.º \| Iván Cobo \| Equipo Kern Pharma \| + 20 s \| \| \| 7.º \| Rémy Rochas \| Groupama-FDJ \| + 20 s \| \| \| 8.º \| Samuel Fernández \| Caja Rural-Seguros RGA \| + 20 s \| \| \| 9.º \| Derek Gee \| Israel-Premier Tech \| + 20 s \| \| \| 10.º \| Davide Piganzoli \| Team Polti VisitMalta \| + 20 s \| \| |                   |                               |                 |
| |                   |                               |                 |
| |                   |                               |                 |
| Clasificación general |                   |                               |                 |
| Ciclista | Ciclista          | Equipo                        | Tiempo          |
| 1.º | Magnus Cort       | Uno-X Mobility                | 7 h 31 min 34 s |
| 2.º | Martin Marcellusi | VF Group-Bardiani CSF-Faizanè | + 14 s          |
| 3.º | Carlos Canal      | Movistar Team                 | + 16 s          |
| 4.º | Thomas Pesenti    | Soudal Quick-Step             | + 20 s          |
| 5.º | Eric Fagúndez     | Burgos-Burpellet-BH           | + 20 s          |
| 6.º | Iván Cobo         | Equipo Kern Pharma            | + 20 s          |
| 7.º | Rémy Rochas       | Groupama-FDJ                  | + 20 s          |
| 8.º | Samuel Fernández  | Caja Rural-Seguros RGA        | + 20 s          |
| 9.º | Derek Gee         | Israel-Premier Tech           | + 20 s          |
| 10.º | Davide Piganzoli  | Team Polti VisitMalta         | + 20 s          |

### 3.ª etapa
| Orense - Pereiro de Aguiar | contrarreloj individual | (15,6 km) |

| \| Clasificación de la etapa \| Clasificación de la etapa \| Clasificación de la etapa \| Clasificación de la etapa \| Clasificación de la etapa \| \| Ciclista \| Ciclista \| Equipo \| Tiempo \| \| \| ------------------------- \| ------------------------- \| ------------------------- \| ------------------------- \| ------------------------- \| \| 1.º \| Derek Gee \| Israel-Premier Tech \| 23 min 17 s \| \| \| 2.º \| Davide Piganzoli \| Team Polti VisitMalta \| + 16 s \| \| \| 3.º \| Maxime Decomble \| Groupama-FDJ \| + 3 min 22 s \| \| \| 4.º \| Magnus Cort \| Uno-X Mobility \| + 24 s \| \| \| 5.º \| Iván Cobo \| Equipo Kern Pharma \| + 26 s \| \| \| 6.º \| Txomin Juaristi \| Euskaltel-Euskadi \| + 32 s \| \| \| 7.º \| Urko Berrade \| Equipo Kern Pharma \| + 34 s \| \| \| 8.º \| Fredrik Dversnes \| Uno-X Mobility \| + 37 s \| \| \| 9.º \| Hugo Houle \| Israel-Premier Tech \| + 43 s \| \| \| 10.º \| Alex Molenaar \| Caja Rural-Seguros RGA \| + 44 s \| \| |                  |                        |              |
| |                  |                        |              |
| |                  |                        |              |
| Clasificación de la etapa |                  |                        |              |
| Ciclista | Ciclista         | Equipo                 | Tiempo       |
| 1.º | Derek Gee        | Israel-Premier Tech    | 23 min 17 s  |
| 2.º | Davide Piganzoli | Team Polti VisitMalta  | + 16 s       |
| 3.º | Maxime Decomble  | Groupama-FDJ           | + 3 min 22 s |
| 4.º | Magnus Cort      | Uno-X Mobility         | + 24 s       |
| 5.º | Iván Cobo        | Equipo Kern Pharma     | + 26 s       |
| 6.º | Txomin Juaristi  | Euskaltel-Euskadi      | + 32 s       |
| 7.º | Urko Berrade     | Equipo Kern Pharma     | + 34 s       |
| 8.º | Fredrik Dversnes | Uno-X Mobility         | + 37 s       |
| 9.º | Hugo Houle       | Israel-Premier Tech    | + 43 s       |
| 10.º | Alex Molenaar    | Caja Rural-Seguros RGA | + 44 s       |

| \| Clasificación general \| Clasificación general \| Clasificación general \| Clasificación general \| Clasificación general \| \| Ciclista \| Ciclista \| Equipo \| Tiempo \| \| \| --------------------- \| ----------------------- \| ---------------------- \| --------------------- \| --------------------- \| \| 1.º \| Derek Gee \| Israel-Premier Tech \| 7 h 55 min 11 s \| \| \| 2.º \| Magnus Cort \| Uno-X Mobility \| + 5 s \| \| \| 3.º \| Davide Piganzoli \| Team Polti VisitMalta \| + 17 s \| \| \| 4.º \| Iván Cobo \| Equipo Kern Pharma \| + 27 s \| \| \| 5.º \| Maxime Decomble \| Groupama-FDJ \| + 39 s \| \| \| 6.º \| Txomin Juaristi \| Euskaltel-Euskadi \| + 40 s \| \| \| 7.º \| Eric Fagúndez \| Burgos-Burpellet-BH \| + 46 s \| \| \| 8.º \| Nélson Filippe Oliveira \| Movistar Team \| + 47 s \| \| \| 9.º \| Abel Balderstone \| Caja Rural-Seguros RGA \| + 51 s \| \| \| 10.º \| Fredrik Dversnes \| Uno-X Mobility \| + 59 s \| \| |                         |                        |                 |
| |                         |                        |                 |
| |                         |                        |                 |
| Clasificación general |                         |                        |                 |
| Ciclista | Ciclista                | Equipo                 | Tiempo          |
| 1.º | Derek Gee               | Israel-Premier Tech    | 7 h 55 min 11 s |
| 2.º | Magnus Cort             | Uno-X Mobility         | + 5 s           |
| 3.º | Davide Piganzoli        | Team Polti VisitMalta  | + 17 s          |
| 4.º | Iván Cobo               | Equipo Kern Pharma     | + 27 s          |
| 5.º | Maxime Decomble         | Groupama-FDJ           | + 39 s          |
| 6.º | Txomin Juaristi         | Euskaltel-Euskadi      | + 40 s          |
| 7.º | Eric Fagúndez           | Burgos-Burpellet-BH    | + 46 s          |
| 8.º | Nélson Filippe Oliveira | Movistar Team          | + 47 s          |
| 9.º | Abel Balderstone        | Caja Rural-Seguros RGA | + 51 s          |
| 10.º | Fredrik Dversnes        | Uno-X Mobility         | + 59 s          |

### 4.ª etapa
| Puebla del Brollón - O Cebreiro | etapa de montaña | (137,1 km) |

| \| Clasificación de la etapa \| Clasificación de la etapa \| Clasificación de la etapa \| Clasificación de la etapa \| Clasificación de la etapa \| \| Ciclista \| Ciclista \| Equipo \| Tiempo \| \| \| ------------------------- \| ------------------------- \| ------------------------------------- \| ------------------------- \| ------------------------- \| \| 1.º \| Sergio Geovani Chumil \| Burgos-Burpellet-BH \| 3 h 42 min 27 s \| \| \| 2.º \| Derek Gee \| Israel-Premier Tech \| + 0 s \| \| \| 3.º \| Davide Piganzoli \| Team Polti VisitMalta \| + 18 s \| \| \| 4.º \| Jefferson Cepeda \| Movistar Team \| + 19 s \| \| \| 5.º \| Jesús David Peña \| AP Hotels & Resorts-Tavira-SC Farense \| + 41 s \| \| \| 6.º \| Magnus Cort \| Uno-X Mobility \| + 41 s \| \| \| 7.º \| Eric Fagúndez \| Burgos-Burpellet-BH \| + 41 s \| \| \| 8.º \| Jonathan Caicedo \| Petrolike \| + 41 s \| \| \| 9.º \| Viktor Soenens \| Soudal Quick-Step \| + 41 s \| \| \| 10.º \| Mauri Vansevenant \| Soudal Quick-Step \| + 41 s \| \| |                       |                                       |                 |
| |                       |                                       |                 |
| |                       |                                       |                 |
| Clasificación de la etapa |                       |                                       |                 |
| Ciclista | Ciclista              | Equipo                                | Tiempo          |
| 1.º | Sergio Geovani Chumil | Burgos-Burpellet-BH                   | 3 h 42 min 27 s |
| 2.º | Derek Gee             | Israel-Premier Tech                   | + 0 s           |
| 3.º | Davide Piganzoli      | Team Polti VisitMalta                 | + 18 s          |
| 4.º | Jefferson Cepeda      | Movistar Team                         | + 19 s          |
| 5.º | Jesús David Peña      | AP Hotels & Resorts-Tavira-SC Farense | + 41 s          |
| 6.º | Magnus Cort           | Uno-X Mobility                        | + 41 s          |
| 7.º | Eric Fagúndez         | Burgos-Burpellet-BH                   | + 41 s          |
| 8.º | Jonathan Caicedo      | Petrolike                             | + 41 s          |
| 9.º | Viktor Soenens        | Soudal Quick-Step                     | + 41 s          |
| 10.º | Mauri Vansevenant     | Soudal Quick-Step                     | + 41 s          |

| \| Clasificación general \| Clasificación general \| Clasificación general \| Clasificación general \| Clasificación general \| \| Ciclista \| Ciclista \| Equipo \| Tiempo \| \| \| --------------------- \| --------------------- \| --------------------- \| --------------------- \| --------------------- \| \| 1.º \| Derek Gee \| Israel-Premier Tech \| 11 h 37 min 32 s \| \| \| 2.º \| Davide Piganzoli \| Team Polti VisitMalta \| + 37 s \| \| \| 3.º \| Magnus Cort \| Uno-X Mobility \| + 49 s \| \| \| 4.º \| Iván Cobo \| Equipo Kern Pharma \| + 1 min 14 s \| \| \| 5.º \| Eric Fagúndez \| Burgos-Burpellet-BH \| + 1 min 33 s \| \| \| 6.º \| Jefferson Cepeda \| Movistar Team \| + 1 min 48 s \| \| \| 7.º \| Viktor Soenens \| Soudal Quick-Step \| + 1 min 51 s \| \| \| 8.º \| Sergio Geovani Chumil \| Burgos-Burpellet-BH \| + 1 min 52 s \| \| \| 9.º \| Mauri Vansevenant \| Soudal Quick-Step \| + 2 min 01 s \| \| \| 10.º \| Johannes Kulset \| Uno-X Mobility \| + 2 min 14 s \| \| |                       |                       |                  |
| |                       |                       |                  |
| |                       |                       |                  |
| Clasificación general |                       |                       |                  |
| Ciclista | Ciclista              | Equipo                | Tiempo           |
| 1.º | Derek Gee             | Israel-Premier Tech   | 11 h 37 min 32 s |
| 2.º | Davide Piganzoli      | Team Polti VisitMalta | + 37 s           |
| 3.º | Magnus Cort           | Uno-X Mobility        | + 49 s           |
| 4.º | Iván Cobo             | Equipo Kern Pharma    | + 1 min 14 s     |
| 5.º | Eric Fagúndez         | Burgos-Burpellet-BH   | + 1 min 33 s     |
| 6.º | Jefferson Cepeda      | Movistar Team         | + 1 min 48 s     |
| 7.º | Viktor Soenens        | Soudal Quick-Step     | + 1 min 51 s     |
| 8.º | Sergio Geovani Chumil | Burgos-Burpellet-BH   | + 1 min 52 s     |
| 9.º | Mauri Vansevenant     | Soudal Quick-Step     | + 2 min 01 s     |
| 10.º | Johannes Kulset       | Uno-X Mobility        | + 2 min 14 s     |

### 5.ª etapa
| Betanzos - Santiago de Compostela | etapa de media montaña | (159,87 km) |

| \| Clasificación de la etapa \| Clasificación de la etapa \| Clasificación de la etapa \| Clasificación de la etapa \| Clasificación de la etapa \| \| Ciclista \| Ciclista \| Equipo \| Tiempo \| \| \| ------------------------- \| ------------------------- \| --------------------------- \| ------------------------- \| ------------------------- \| \| 1.º \| Magnus Cort \| Uno-X Mobility \| 3 h 43 min 52 s \| \| \| 2.º \| Carlos Canal \| Movistar Team \| + 0 s \| \| \| 3.º \| Giovanni Lonardi \| Team Polti VisitMalta \| + 0 s \| \| \| 4.º \| Cesar Macias \| Petrolike \| + 0 s \| \| \| 5.º \| Mirco Maestri \| Team Polti VisitMalta \| + 0 s \| \| \| 6.º \| Xavier Cañellas \| Anicolor/Tien 21 \| + 0 s \| \| \| 7.º \| Davide Piganzoli \| Team Polti VisitMalta \| + 0 s \| \| \| 8.º \| Francisco Peñuela \| Caja Rural-Seguros RGA \| + 0 s \| \| \| 10.º \| Thomas Pesenti \| Soudal Quick-Step Devo Team \| + 0 s \| \| |                   |                             |                 |
| |                   |                             |                 |
| |                   |                             |                 |
| Clasificación de la etapa |                   |                             |                 |
| Ciclista | Ciclista          | Equipo                      | Tiempo          |
| 1.º | Magnus Cort       | Uno-X Mobility              | 3 h 43 min 52 s |
| 2.º | Carlos Canal      | Movistar Team               | + 0 s           |
| 3.º | Giovanni Lonardi  | Team Polti VisitMalta       | + 0 s           |
| 4.º | Cesar Macias      | Petrolike                   | + 0 s           |
| 5.º | Mirco Maestri     | Team Polti VisitMalta       | + 0 s           |
| 6.º | Xavier Cañellas   | Anicolor/Tien 21            | + 0 s           |
| 7.º | Davide Piganzoli  | Team Polti VisitMalta       | + 0 s           |
| 8.º | Francisco Peñuela | Caja Rural-Seguros RGA      | + 0 s           |
| 10.º | Thomas Pesenti    | Soudal Quick-Step Devo Team | + 0 s           |

## Clasificaciones finales
- Las clasificaciones finalizaron de la siguiente forma:[5]

### Clasificación general
| \| Clasificación general \| Clasificación general \| Clasificación general \| Clasificación general \| Clasificación general \| \| Ciclista \| Ciclista \| Equipo \| Tiempo \| \| \| --------------------- \| --------------------- \| --------------------- \| --------------------- \| --------------------- \| \| 1.º \| Derek Gee \| Israel-Premier Tech \| 15 h 21 min 23 s \| \| \| 2.º \| Davide Piganzoli \| Team Polti VisitMalta \| + 35 s \| \| \| 3.º \| Magnus Cort \| Uno-X Mobility \| + 38 s \| \| \| 4.º \| Iván Cobo \| Equipo Kern Pharma \| + 1 min 15 s \| \| \| 5.º \| Eric Fagúndez \| Burgos-Burpellet-BH \| + 1 min 34 s \| \| \| 6.º \| Sergio Geovani Chumil \| Burgos-Burpellet-BH \| + 1 min 53 s \| \| \| 7.º \| Jefferson Cepeda \| Movistar Team \| + 1 min 56 s \| \| \| 8.º \| Viktor Soenens \| Soudal Quick-Step \| + 1 min 59 s \| \| \| 9.º \| Mauri Vansevenant \| Soudal Quick-Step \| + 2 min 02 s \| \| \| 10.º \| Johannes Kulset \| Uno-X Mobility \| + 2 min 22 s \| \| |                       |                       |                  |
| |                       |                       |                  |
| |                       |                       |                  |
| Clasificación general |                       |                       |                  |
| Ciclista | Ciclista              | Equipo                | Tiempo           |
| 1.º | Derek Gee             | Israel-Premier Tech   | 15 h 21 min 23 s |
| 2.º | Davide Piganzoli      | Team Polti VisitMalta | + 35 s           |
| 3.º | Magnus Cort           | Uno-X Mobility        | + 38 s           |
| 4.º | Iván Cobo             | Equipo Kern Pharma    | + 1 min 15 s     |
| 5.º | Eric Fagúndez         | Burgos-Burpellet-BH   | + 1 min 34 s     |
| 6.º | Sergio Geovani Chumil | Burgos-Burpellet-BH   | + 1 min 53 s     |
| 7.º | Jefferson Cepeda      | Movistar Team         | + 1 min 56 s     |
| 8.º | Viktor Soenens        | Soudal Quick-Step     | + 1 min 59 s     |
| 9.º | Mauri Vansevenant     | Soudal Quick-Step     | + 2 min 02 s     |
| 10.º | Johannes Kulset       | Uno-X Mobility        | + 2 min 22 s     |

### Clasificación de los puntos
| Clasificación por puntos | Clasificación por puntos | Clasificación por puntos | Clasificación por puntos | Clasificación por puntos |
| Ciclista                 | Ciclista                 | Equipo                   | Puntos                   |                          |
| ------------------------ | ------------------------ | ------------------------ | ------------------------ | ------------------------ |
| 1.º                      | Magnus Cort              | Uno-X Mobility           | 132 pts                  |                          |
| 2.º                      | Davide Piganzoli         | Team Polti VisitMalta    | 76 pts                   |                          |
| 3.º                      | Derek Gee                | Israel-Premier Tech      | 63 pts                   |                          |
| 4.º                      | Carlos Canal             | Movistar Team            | 54 pts                   |                          |
| 5.º                      | Giovanni Lonardi         | Team Polti VisitMalta    | 44 pts                   |                          |

### Clasificación de la montaña
| Clasificación de la montaña | Clasificación de la montaña | Clasificación de la montaña | Clasificación de la montaña | Clasificación de la montaña |
| Ciclista                    | Ciclista                    | Equipo                      | Puntos                      |                             |
| --------------------------- | --------------------------- | --------------------------- | --------------------------- | --------------------------- |
| 1.º                         | Derek Gee                   | Israel-Premier Tech         | 17 pts                      |                             |
| 2.º                         | Ander Okamika               | Burgos-Burpellet-BH         | 12 pts                      |                             |
| 3.º                         | Sergio Geovani Chumil       | Burgos-Burpellet-BH         | 9 pts                       |                             |

### Clasificación de los jóvenes
| Clasificación del mejor joven | Clasificación del mejor joven | Clasificación del mejor joven    | Clasificación del mejor joven | Clasificación del mejor joven |
| Ciclista                      | Ciclista                      | Equipo                           | Tiempo                        |                               |
| ----------------------------- | ----------------------------- | -------------------------------- | ----------------------------- | ----------------------------- |
| 1.º                           | Viktor Soenens                | Soudal Quick-Step Devo Team      | 15 h 23 min 22 s              |                               |
| 2.º                           | Johannes Kulset               | Uno-X Mobility                   | + 23 s                        |                               |
| 3.º                           | Maxime Decomble               | Équipe continentale Groupama-FDJ | + 1 min 06 s                  |                               |
| 4.º                           | Luca Paletti                  | VF Group-Bardiani CSF-Faizanè    | + 1 min 24 s                  |                               |
| 5.º                           | Samuel Fernández              | Caja Rural-Seguros RGA           | + 2 min 44 s                  |                               |
| 6.º                           | Simon Dalby                   | Uno-X Mobility                   | + 3 min 37 s                  |                               |
| 7.º                           | Lucas Lopes                   | Rádio Popular-Paredes-Boavista   | + 10 min 24 s                 |                               |
| 8.º                           | Diego Pescador                | Movistar Team                    | + 12 min 42 s                 |                               |
| 9.º                           | Rémi Daumas                   | Équipe continentale Groupama-FDJ | + 18 min 58 s                 |                               |
| 10.º                          | Matteo Scalco                 | VF Group-Bardiani CSF-Faizanè    | + 19 min 17 s                 |                               |

### Clasificación por equipos
| Clasificación por equipos | Clasificación por equipos     | Clasificación por equipos | Clasificación por equipos |
| Equipo                    | Equipo                        | Tiempo                    |                           |
| ------------------------- | ----------------------------- | ------------------------- | ------------------------- |
| 1.º                       | Burgos-Burpellet-BH           | 40 h 20 min 23 s          |                           |
| 2.º                       | Uno-X Mobility                | + 58 s                    |                           |
| 3.º                       | Soudal Quick-Step             | + 3 min 43 s              |                           |
| 4.º                       | Movistar Team                 | + 7 min 32 s              |                           |
| 5.º                       | Equipo Kern Pharma            | + 8 min 46 s              |                           |
| 6.º                       | Groupama-FDJ                  | + 9 min 09 s              |                           |
| 7.º                       | Israel-Premier Tech           | + 10 min 24 s             |                           |
| 8.º                       | Euskaltel-Euskadi             | + 11 min 13 s             |                           |
| 9.º                       | VF Group-Bardiani CSF-Faizanè | + 11 min 31 s             |                           |
| 10.º                      | Caja Rural-Seguros RGA        | + 12 min 28 s             |                           |

## Evolución de las clasificaciones
| Etapa                   |                         | Ganador _             | Clasificación general | Puntos      | Montaña       | Jóvenes          | Equipo              |
| ----------------------- | ----------------------- | --------------------- | --------------------- | ----------- | ------------- | ---------------- | ------------------- |
| 1.ª etapa               | etapa escarpada         | Magnus Cort           | Magnus Cort           | Magnus Cort | Ander Okamika | Filippo Turconi  | Burgos-Burpellet-BH |
| 2.ª etapa               | etapa de media montaña  | Magnus Cort           | Magnus Cort           | Magnus Cort | Ander Okamika | Samuel Fernández | Uno-X Mobility      |
| 3.ª etapa               | contrarreloj individual | Derek Gee             | Derek Gee             | Magnus Cort | Ander Okamika | Maxime Decomble  | Uno-X Mobility      |
| 4.ª etapa               | etapa de montaña        | Sergio Geovani Chumil | Derek Gee             | Magnus Cort | Derek Gee     | Viktor Soenens   | Burgos-Burpellet-BH |
| 5.ª etapa               | etapa de media montaña  | Magnus Cort           | Derek Gee             | Magnus Cort | Derek Gee     | Viktor Soenens   | Burgos-Burpellet-BH |
| Clasificaciones finales | Clasificaciones finales |                       | Derek Gee             | Magnus Cort | Derek Gee     | Viktor Soenens   | Burgos-Burpellet-BH |

## Ciclistas participantes y posiciones finales
Convenciones:
- AB-N: Abandono en la etapa "N"
- FLT-N: Retiro por llegada fuera del límite de tiempo en la etapa "N"
- NTS-N: No tomó la salida para la etapa "N"
- DES-N: Descalificado o expulsado en la etapa "N"

## UCI World Ranking
El O Gran Camiño otorgó puntos para el UCI World Ranking para corredores de los equipos en las categorías UCI WorldTeam, UCI ProTeam y Continental. Las siguientes tablas son el baremo de puntuación y los diez corredores que obtuvieron más puntos:
| Posición              | 1.º | 2.º | 3.º | 4.º | 5.º | 6.º | 7.º | 8.º | 9.º | 10.º | 11.º | 12.º | 13.º-15.º | 16.º-25.º |
| Clasificación general | 125 | 85  | 70  | 60  | 50  | 40  | 35  | 30  | 25  | 20   | 15   | 10   | 5         | 3         |
| Por etapa             | 14  | 5   | 3   |     |     |     |     |     |     |      |      |      |           |           |
| Líder                 | 3   |     |     |     |     |     |     |     |     |      |      |      |           |           |

| Clasificación |                   |                     |         |       |       |       |
| Posición      | Ciclista          | Equipo              | General | Etapa | Líder | Total |
| ------------- | ----------------- | ------------------- | ------- | ----- | ----- | ----- |
| 1.º           | Derek Gee         | Israel-Premier Tech | 125     | 19    | 6     | 150   |
| 2.º           | Magnus Cort       | Uno-X Mobility      | 70      | 42    | 6     | 118   |
| 3.º           | Davide Piganzoli  | Polti VisitMalta    | 85      | 8     | -     | 93    |
| 4.º           | Iván Cobo         | Kern Pharma         | 60      | -     | -     | 60    |
| 5.º           | Sergio Chumil     | Burgos Burpellet BH | 40      | 14    | -     | 54    |
| 6.º           | Eric Fagúndez     | Burgos Burpellet BH | 50      | -     | -     | 50    |
| 7.º           | Jefferson Cepeda  | Movistar            | 35      | -     | -     | 35    |
| 8.º           | Viktor Soenens    | Soudal Quick-Step   | 30      | -     | -     | 30    |
| 9.º           | Mauri Vansevenant | Soudal Quick-Step   | 25      | -     | -     | 25    |
| 10.º          | Johannes Kulset   | Uno-X Mobility      | 20      | -     | -     | 20    |